# 西部橋
西部橋（にしぶばし）は、福島県大沼郡金山町大字大塩 - 大字横田の只見川に架かる金山町道土倉西部線の橋長104 m（メートル）の鋼下路トラスドランガー橋。

## 概要
金山町内を流れる一級河川只見川を渡り、金山町道土倉西部線を通す。南詰は金山町横田、北詰は金山町大塩に位置し、南岸の国道252号と対岸の西部集落を結ぶ役割を持つ。
- 形式 - 鋼単径間下路トラスドランガー橋
- 活荷重 - A活荷重
- 橋長 - 104.000 m
  - 支間割 - 102.600 m
  - アーチライズ - 15.000 m
- 幅員
  - 総幅員 - 6.200 m
  - 有効幅員 - 5.000 m
  - 車道 - 5.000 m
  - 歩道 - なし
- 床版 - 鉄筋コンクリート
- 総鋼重 - 345 t
- 施工 - JFEエンジニアリング
- 架設工法 - ケーブルクレーンベント工法

### 旧橋
- 形式 - 鋼単径間下路ランガー橋
- 橋長 - 121.600 m
  - 支間割 - 120.400 m
  - アーチライズ - 14.700 m
- 幅員
  - 総幅員 - 4.400 m
  - 有効幅員 - 3.500 m
  - 車道 - 3.500 m
  - 歩道 - なし
- 床版 - 鉄筋コンクリート
- 総鋼重 - 228 t
- 施工 - 日本鋼管[注釈 1]

## 歴史
1953年（昭和28年）に西部橋が架橋され、1978年（昭和53年）に金山町によりランガー橋に架け替えられた。
2011年（平成23年）7月29日、平成23年7月新潟・福島豪雨により只見川が激しく増水した結果、国道252号二本木橋や只見線など周囲の橋梁とともに落橋、流出した。橋梁の復旧には長い時間が見込まれ、また付近で唯一落橋を免れた町道の四季彩橋から西部地区へ通じる町道は雪崩の恐れから冬季閉鎖が行われるために、冬季間の地域の孤立が懸念されることから、金山町と復興支援業務に当たる福島県会津若松建設事務所は国土交通省北陸地方整備局へ橋梁の工事委託を行い、取り急ぎ冬季の交通を確保するために応急本工事として町道に雪崩予防柵を設置し、同年12月15日、厳冬期に間に合わせる形で竣工した。
2012年（平成24年）10月より、元の位置よりも400 m上流側で橋梁の本体工事が開始され、2013年（平成25年）6月より上部工工事が行われた。7月1日からケーブルクレーンにより桁の架設が行われ、7月25日に完了し、7月29日から床版、舗装工事が行われ12月15日に供用され渡橋式が行われた。豪雨災害を教訓とし橋梁の桁下高さは旧橋よりも2.5 m高くなっている。